# Technická univerzita v Liberci
Technická univerzita v Liberci (TUL) je vysoká škola založená roku 1953 ve městě Liberci. Univerzita má sedm fakult a jeden odborný ústav. Vzdělává se na ní kolem 6 tisíc studentů.

## Historie

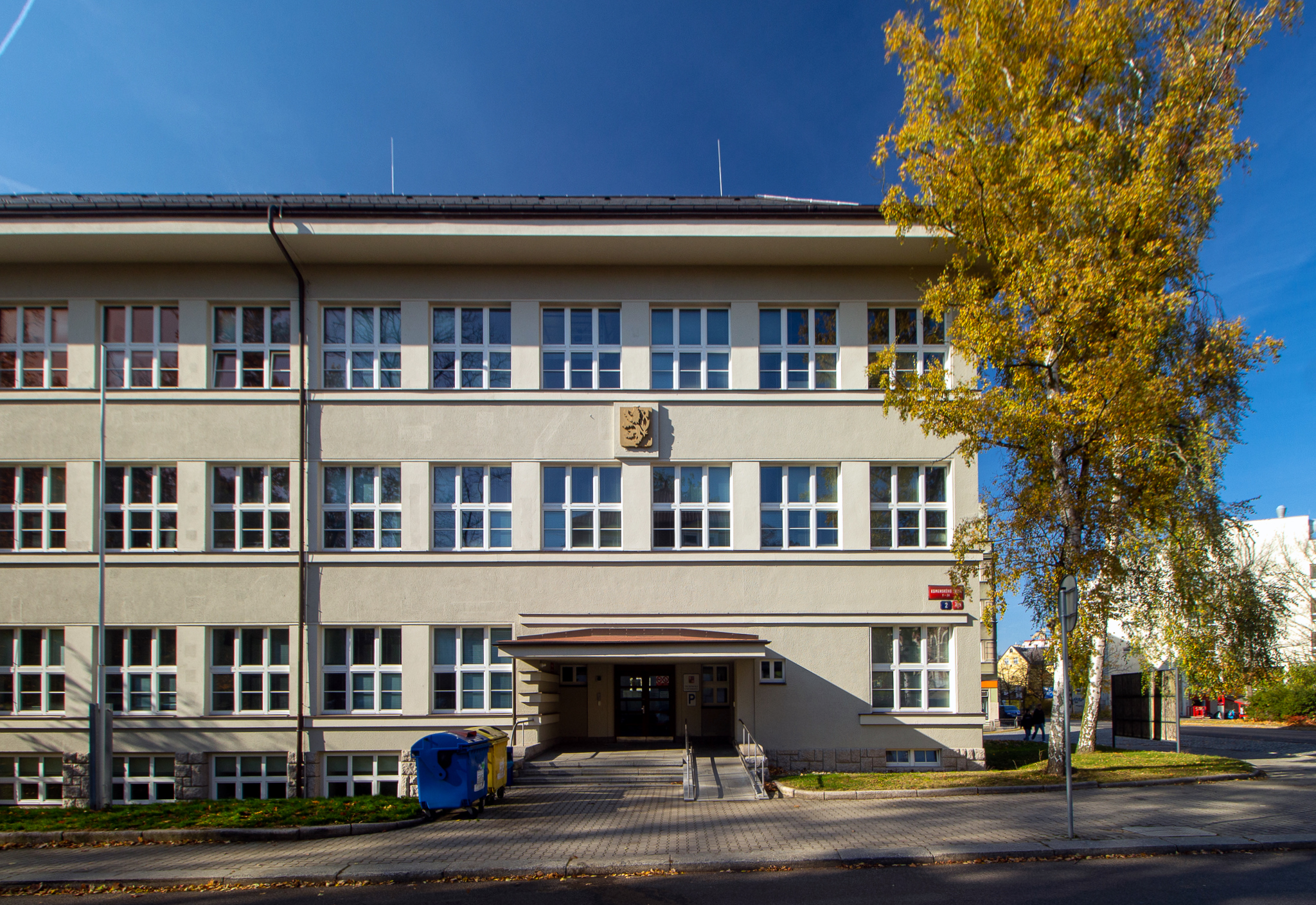
Budova P, sídlo části Fakulty přírodovědně-humanitní a pedagogické v Komenského ulici.

Škola byla zřízena rozhodnutím vlády ze dne 27. února 1953 jako Vysoká škola strojní (VŠS). Pro novou školu byla uvolněna budova tehdejšího gymnázia F. X. Šaldy v Hálkově ulici. Dne 1. října roku 1953 nastoupilo do prvních ročníků čerstvě otevřené vysoké školy 259 studentů. Škola měla tehdy šest kateder, na kterých působilo 19 pedagogů. Zaměřovala se na obory typické pro severní Čechy: strojírenský, textilní, oděvní, sklářský a keramický průmysl. Tehdejší studenti byli ubytováni na internátě v Zeyerově ulici.
Během následujících let se škola rozrůstala nejen o nové studenty, ale také o nové prostory: byly postaveny nové koleje, získána budova bývalé textilní továrny v Doubí a další budovy v okolí dnešního Studentského náměstí. Roku 1958 dokončilo školu prvních 121 absolventů slavnostní promocí v libereckém divadle. Roku 1960 byla škola rozdělena na fakultu strojní a textilní a stala se z ní Vysoká škola strojní a textilní v Liberci (VŠST). Dále byly získány budovy v Sokolské ulici (dnešní budova S), objekt po zrušeném pedagogickém institutu v Komenského ulici (budova P). S nárůstem počtu studentů samozřejmě přestala stačit ubytovací kapacita tehdejších kolejí. Proto byla roku 1977 v libereckém Starém Harcově zahájena výstavba komplexu šesti kolejních bloků o kapacitě 2300 lůžek, nové menzy a dalších zařízení. Komplex byl ve své dnešní podobě dokončen roku 1990. O dva roky později (1992) byla získána budova bývalého Stavoprojektu ve Voroněžské ulici (budova H) včetně dočasného sídla Investiční a poštovní banky nově přestavěného na univerzitní knihovnu. Ve stejném roce získala škola také komplex ve Vesci sloužící jako koleje a laboratoře a v roce 1996 někdejší Dům politické výchovy na třídě 1. máje (budova K).
V letech 1990–1994 zřídila škola další čtyři fakulty: pedagogickou v roce 1990, hospodářskou (1992), architektury (1994) a mechatroniky a mezioborových inženýrských studií (1995). Díky takovému růstu, vlastní výzkumné činnosti a zahraničním stykům byl škole zákonem č. 192/1994 Sb. z 27. 9. 1994 přiznán od 1. ledna 1995 název Technická univerzita v Liberci.

### Rektoři Technické univerzity v Liberci
- prof. Ing. Dr. techn. Josef Kožoušek (1953–1961)
- doc. Ing. Vojtěch Dráb, CSc. (1961–1966)
- akad. Jovan Čirlič (1966–1969)
- prof. Ing. Jiří Mayer, DrSc. (1969–1973)
- akad. Jovan Čirlič (1973–1985)
- prof. RNDr. Bohuslav Stříž, DrSc. (1985–1990)
- prof. Ing. Zdeněk Kovář, CSc. (1990–1997)
- prof. RNDr. David Lukáš, CSc. (1997–2003)
- prof. Ing. Vojtěch Konopa, CSc. (2003–2010)
- prof. Dr. Ing. Zdeněk Kůs (2010–2018)
- doc. RNDr. Miroslav Brzezina, CSc., dr. h. c. (od roku 2018)

## Fakulty a univerzitní ústavy

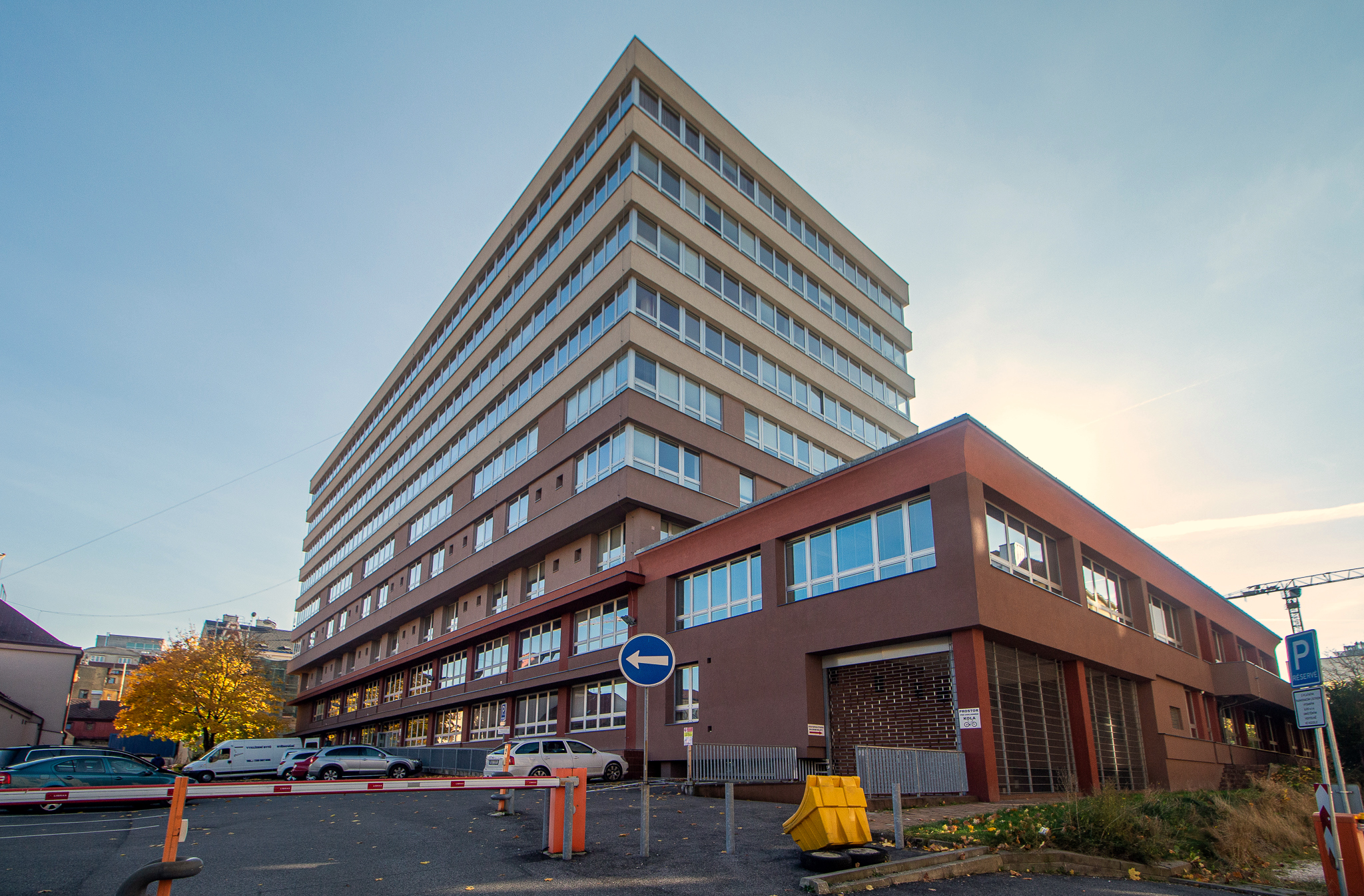
Budova H, sídlo Ekonomické fakulty ve Voroněžské ulici.

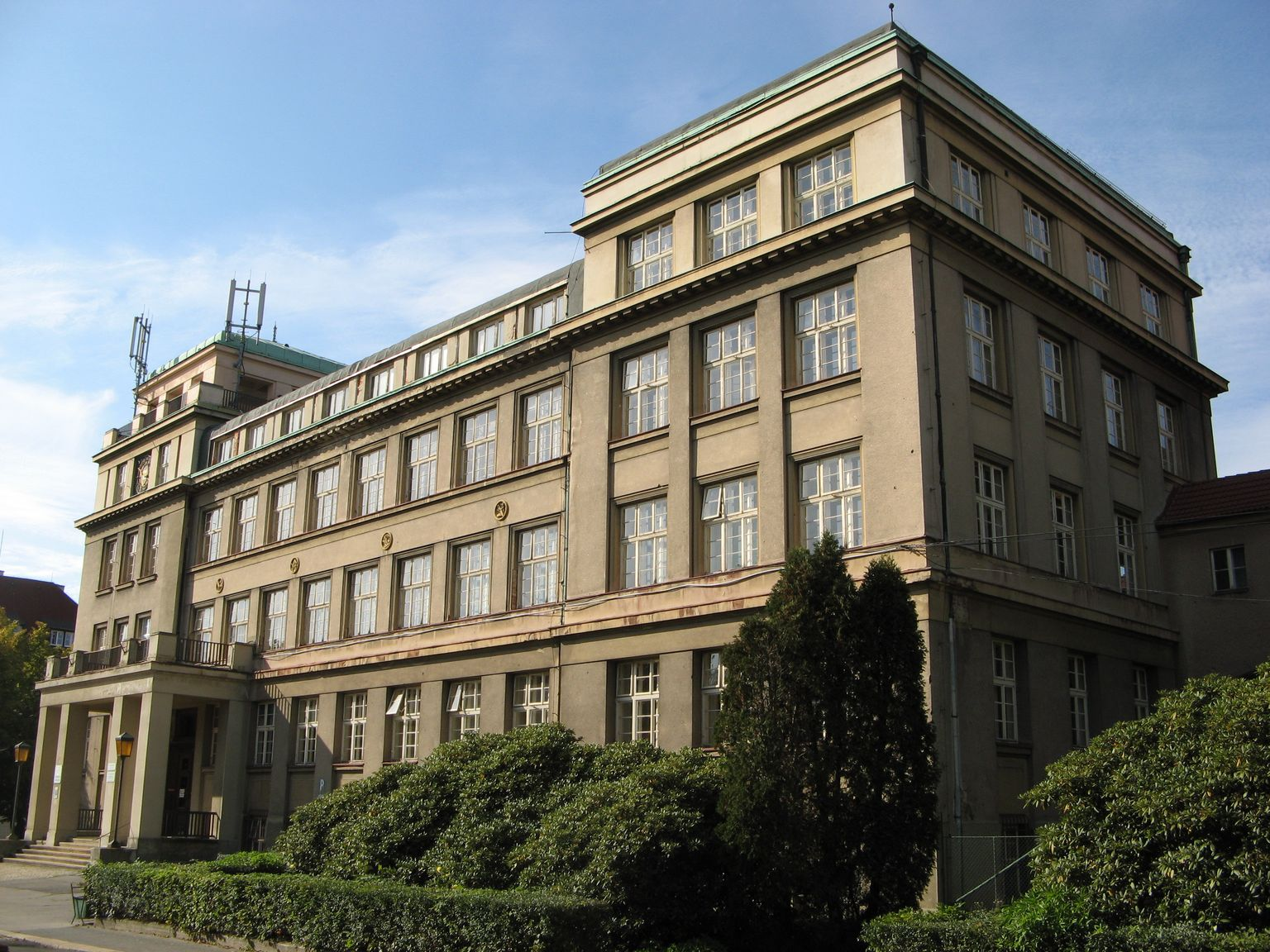
Budova B, sídlo Fakulty textilní v hlavním kampusu TUL.

Univerzita má v současnosti sedm fakult:
- Fakulta strojní, založena 1953
- Fakulta textilní, založena 1960
- Fakulta přírodovědně-humanitní a pedagogická (FPHP/FP), založena 1990 jako Fakulta pedagogická (FP), přejmenována 2008,
- Ekonomická fakulta (EF), založena 1992 jako Hospodářská fakulta (HF), přejmenována 2009
- Fakulta umění a architektury (FUA/FA), založena 1994 jako Fakulta architektury (FA), přejmenována 2007
- Fakulta mechatroniky, informatiky a mezioborových studií (FMIMS/FM), založena 1995 jako Fakulta mechatroniky a mezioborových inženýrských studií (FMMIS/FM), přejmenována 2008
- Fakulta zdravotnických studií (FZS), založena 2016, vznikla z Ústavu zdravotnických studií (ÚZS), který byl založen v roce 2004

a jeden univerzitní ústav:
- Ústav pro nanomateriály, pokročilé technologie a inovace (CxI), založen 2009

Univerzita dále provozuje Centrum dalšího vzdělávání (CDV). Centrum organizuje řadu kurzů dalšího a celoživotního vzdělávání, například kurzy pedagogické přípravy nebo jazykové kurzy. Zároveň CDV zajišťuje univerzitu třetího věku pro zájemce od 50 let.

## Významné osobnosti
- Rudolf Anděl
- Jovan Čirlič
- Jaroslav Exner
- Oldřich Jirsák
- Jan Nouza
- Miloš Raban
- Pavel Satrapa
- Ivan Stibor
- Jiří Suchomel
- Vladimír Svatý
- Bořek Šípek
- Václav Umlauf

## Současnost TUL
V areálu Husova je menza, informační centrum, studentský klub, pobočka Univerzitní knihovny a školka. Univerzitní školka „ŠkaTULka“ je určena pro 48 dětí ve věku od 3 let, kterým nabízí přístup Montessori a Waldorfské pedagogiky.
O životě na Technické univerzitě v Liberci informuje od roku 2001 zpravodajský časopis T-UNI online. Na univerzitě dále působí řada studentských organizací včetně studentské unie.

### Ubytování
Studentské koleje jsou umístěny ve Starém Harcově na ulici 17. listopadu 587/8. V letech 2011, 2013 a 2014 zvítězily ve studentské anketě „Kolej roku“. Součástí areálu jsou dvě sportovní haly, tělocvičny, lezecká stěna, sauna, posilovna, minigolf, lanové centrum, fotbalové hřiště a hřiště na beach volejbal.

### Dětská univerzita
Od roku 2008 probíhá na TUL Dětská univerzita, celoroční volnočasové neformální vzdělávání dětí a mládeže ve věku od 6 do 19 let v oborech: elektrotechnika, fyzika, přírodní vědy, strojírenství, textilní obory, robotika, programování a matematika. Výuka kopíruje vysokoškolské studium včetně promoce, zápočtů a zpracování závěrečné práce.

### Sport
O sportoviště se stará Akademické sportovní centrum, které organizuje také fotbalovou, florbalovou, basketbalovou a volejbalovou ligu. Na TUL existuje Volejbalový klub a Badmintonový klub, další z nich se soustředí v Univerzitním sportovním klubu Slavia.

### Univerzitní sportovní klub Slavia Liberec
Současný Univerzitní sportovní klub Slavia Liberec (USK Slavia Liberec) byl založen v říjnu 1953 Jaroslavem Tyšlem jako Vysokoškolská tělovýchovná jednota Vysoké školy strojní (VŠTJ Slavia VŠS), která měla původně pět oddílů: odbíjená, basketbal, kopaná, lyžování a lední hokej. Ke 31. prosinci 2016 měl klub 255 členů v osmi sportovních oddílech: basketbal, volejbal, lyžování, tenis (od roku 1955), horolezectví (od roku 1961), karate (od roku 1977), futsal (od roku 1994) a florbal (od roku 1995).